# Конец дня (фильм, 1939)
«Конец дня» (фр. La fin du jour) — кинофильм режиссёра Жюльена Дювивье, вышедший на экраны в 1939 году.

## Сюжет
Знаменитый театральный актёр Рафаэль Сен-Клер, прославившийся ролями героев-любовников, завершает карьеру и отправляется на покой в пансионат для пожилых актёров. Здесь он встречает своего давнего соперника Марни, высоко ценимого коллегами и критиками, но при этом непопулярного у зрителей. Карьера Марни пошла под откос после самоубийства его жены, соблазнённой и брошенной Сен-Клером. Самым же «громким» жителем пансиона является нарушитель спокойствия Кабриссад — вечный дублёр, так и не получивший свою минуту славы. Поглощённые личными взаимоотношениями, герои не догадываются, что из-за финансовых неурядиц само существование пансиона оказывается под вопросом...

## В ролях
- Виктор Франсен — Марни
- Мишель Симон — Кабриссад
- Луи Жуве — Рафаэль Сен-Клер
- Мадлен Озере — Жаннетта
- Александр Аркийер — месье Люсьен
- Артюр Девер — режиссёр
- Сильви — мадам Тусини
- Жоффр — Филемон
- Шарль Гранваль — Добонн
- Пьер Манье — Ларош
- Габи Андре — Даниэль
- Морис Шуц — Верней

## Награды и номинации
- 1939 — участие в конкурсной программе Венецианского кинофестиваля.
- 1939 — премия Национального совета кинокритиков США за лучшую мужскую роль (Мишель Симон), а также попадание в список лучших иностранных фильмов года.
- 1939 — номинация на премию Нью-Йоркского общества кинокритиков за лучший фильм на иностранном языке.